# Filológiai hermeneutika
A hermeneutika (görög: ἑρμηνεύειν, hermeneuein/hermeneuin = vezetni, értelmezni, magyarázni) az értelmezés tudományos módszertana; azoknak az elveknek az elmélete, amelyek egy kijelentés értelmezésére vonatkoznak.
Az ókori görög szövegmagyarázatok hagyományaiból alakult ki: ezek már számoltak a szövegben fellelhető különböző jelentésrétegekkel, a szó szerinti és a csupán beavatottaknak érthető misztikus jelentéssel. Foglalkoztak a szerzőség, a szöveghagyományozás kérdéseivel, tehát megvetették a filológia alapjait.

## A filológiai hermeneutika kialakulása
A filológiai hermeneutika a kereszténység első évszázadaiban a szent szövegek, főként a Biblia szövegértelmezésének módszertanába fejlődött át (egzegézis). A középkori szerzők hol 3, hol 4 jelentésszintet különböztettek meg a Szentírás szövegeiben. A hermeneutika a teológiával párhuzamosan a jogban is kifejlődött, hiszen a törvények szövegét éppúgy értelmezni, majd alkalmazni kellett, mint az irodalom vagy a vallás írott dokumentumait.
Széles körű jelentősége ellenére a filológiai hermeneutika évszázadokon át a jelzett területek segédtudománya volt. Önállósodása a romantikában kezdődött: Friedrich Schleiermacher már az egyéniség, az alkotó személyiség intuitív megértésére alkalmazta, hangsúlyozta a még kevéssé tudatos, élményszerű érzelmektől áthatott megértés és a rendszerező, viszonyító értelmezés egységét. Elsikkadt viszont a filológiai hermeneutika harmadik hagyományos összetevője, az alkalmazás.
A 19. század második felében a szellemtörténet a filológiai hermeneutikát a történelmi folyamatok, korszakok értelmezésére vonatkoztatta.
Egzisztencialista kezdeményezések nyomán, főként Heidegger filozófiájára támaszkodva Hans-Georg Gadamer nagy hatású művében, az Igazság és módszerben (1960) dolgozta ki a filológiai hermeneutika új elméletét. Megértés, értelmezés és alkalmazás egyenrangú és összefüggő elemei a hagyománnyal való viszonynak, amely kölcsönösségre, a dialógus elvére épül. Úgy vélte, hogy a művészeti szépség romantikus elszakítása az élet egyéb szféráitól csak a mű - és a nyelv - fölött álló zsenifelfogásnak felel meg (ld. Kant). Az ő nézete szerint viszont minden emberi mű bekapcsolódik az emberi önmegértés szakadatlan folyamatába, minden mű maga is történés, és megértése, értelmezése és alkalmazása is az. Önmagunkat pedig csupán mások, a másik  megértésének kerülő útján érthetjük meg. Az új hermeneutika a nyelvet nem eszköznek, hanem a világértelmezés egyetlen lehetőségének tekinti, végső soron azonosítja az ember világával: „Világa annak van, akinek nyelve van.” Gadamer könyvében a hermeneutika elérte legmagasabb rangját: módszertanból, segédtudományból lételméletté, ontológiává lett.
A filológiai hermeneutika az 1960-as évek végétől megingatta az irodalmi mű szövegközpontú, strukturalista felfogását, és a befogadó aktív jelentésképző tevékenységének hangsúlyozásával erőteljes ösztönzést adott a befogadásesztétikának (recepcióesztétika/ -elmélet).

## Külső hivatkozás
- Esztétika és hermeneutika